# دوره‌های بزرگ آموزشی
دوره‌های بزرگ آموزشی دوره‌هایی صوتی، تصویری در سطوح دانشگاهی هستند که در موضوعات گوناگون بدست سرشناس‌ترین استادان دانشگاه ها ضبط شده و توسط "شرکت تدریس" شرکت ویرجینیایی TTC برای دانلود یا فروش از طریق CD و DVD توزیع میگردد. فرمت درس‌های صوتی MP3 و درس‌های تصویری MPEG-4 می‌باشد. "شرکت تدریس" در سال ۱۹۹۰ توسط توماس رولینز مشاور کمیته کار و منابع انسانی سنای ایالات متحده آمریکا بنیان گذاشته شده‌است.
درسها تا سال 2014 شامل بر بیش از 500 دوره صوتی و تصویری در رشته‌های گوناگون می‌باشند. هر دوره بنا بر نیازش از ۶ تا ۹۰ سخنرانی را در هر دوره آموزشی مجزا، در بر میگیرد. دوره‌ها رشته‌هایی آموزشی از علوم، موسیقی، ریاضیات، هنر، ادبیات، اقتصاد، تاریخ، علوم اجتماعی، فلسفه، تجارت و... را در بر میگیرد.